# Rypatula subbrevis
Rypatula subbrevis är en tvåvingeart som först beskrevs av Tonnoir 1927.  Rypatula subbrevis ingår i släktet Rypatula och familjen platthornsmyggor. Inga underarter finns listade i Catalogue of Life.